# Eleocharis svensoniana
Eleocharis svensoniana là loài thực vật có hoa trong họ Cói. Loài này được S.González mô tả khoa học đầu tiên năm 1985.